# جنگ ایبری
جنگ ایبـِری بخشی از جنگ‌های ایران و روم بود که در زمان ساسانیان روی داد.

## نبردها
- نبرد دارا
- نبرد نصیبین (۵۳۰)
- نبرد کلینیکوم